# Tim Parnell
Reginald "Tim" Parnell (Derby, 25 juni 1932 - 5 april 2017) was een Brits autocoureur en de zoon van eveneens autocoureur Reg Parnell. Hij nam tussen 1959 en 1963 deel aan 4 Formule 1-Grands Prix voor de teams Cooper en Lotus, waarvoor hij zich in 2 van deze kwalificeerde. Hij scoorde geen punten. Na het overlijden van zijn vader in 1964 nam hij diens raceteam Reg Parnell Racing over. Tussen 1970 en 1974 was hij teameigenaar van BRM.
Parnell overleed op 5 april 2017 op 84-jarige leeftijd.